# Růžena Dostálová
Růžena Dostálová (22. dubna 1924 Bratislava – 18. srpna 2014 Praha) byla česká filoložka, historička, literární historička, překladatelka a přední byzantoložka.

## Biografie
V letech 1945–1950 vystudovala na Filozofické fakultě Univerzity Karlovy klasickou filologii a zároveň v letech 1949–1952 i novořečtinu. V roce 1952 na téže univerzitě obhájila disertační práci Řecký román o Ninovi na papyrových zlomcích a získala titul PhDr. V roce 1959 získala titul CSc. Po studiu pracovala v ČSAV. V roce 1993 se habilitovala pro obor byzantská a novořecká filologie na Univerzitě Karlově a v roce 1996 byla jmenována profesorkou v oboru klasické filologie. Byla autorkou velkého množství knih, odborných studií i překladů. Externě přednášela na Univerzitě Karlově v Praze a na Masarykově univerzitě v Brně.

## Publikace
- Byzantská vzdělanost. Praha : Vyšehrad, 1990. 415 s. ISBN 80-7021-034-6. 2. vyd. Praha : Vyšehrad, 2003. 413 s. ISBN 80-7021-409-0.
- Il romanzo greco e i papiri. Praha : Univerzita Karlova, 1991. 103 s. ISBN 80-7066-348-0.
- Antická mystéria. Praha : Vyšehrad, 1997. 365 s. ISBN 80-7021-217-9. (spoluautor Radislav Hošek)
- Základní kurz novořeckého jazyka = Eisagōgī stī neoellīnikī glōssa. Brno : Masarykova univerzita, 2000. 490 s. ISBN 80-210-2395-3. 3. vyd. Praha : Set out, 2008. 498 s. ISBN 978-80-86277-65-3.
- Řecko. Praha : Libri, 2002. 146 s. ISBN 80-7277-110-8.
- Geografie a mýty v Dionysiakách Nonna z Panopole. Červený Kostelec : Pavel Mervart, 2009. 202 s. ISBN 978-80-86818-96-2.

## Ocenění
- 2004 – Zlatá medaile Společnosti řeckých překladatelů krásné literatury (Atény)
- 2004 – Medaile UK u příležitosti 85. výročí ETF UK
- 2010 – Státní vyznamenání Řecké republiky 'Commandeur de l'Ordre du Phénix' , za celoživotní dílo,[2][3] předal velvyslanec Řecka v ČR J. E. Constantinos Kokossis
- 2011 – Medaile Učené společnosti České republiky[4]